# روشيم
روشيم (بالفرنسية: Rosheim)‏ هي بلدية تقع في إقليم الراين الأسفل من منطقة ألزاس في شمال شرق فرنسا. تبلغ مساحة هذه المدينة 29.55 (كم²)، يبلغ عدد سكانها 4776 نسمة حسب إحصاء المعهد الوطني للإحصاء والدراسات الاقتصادية سنة 2009 م. وترأس ميشيل هير البلدية خلال فترة (2008 - 2014).

## أعلام
- جان ماري لين

## وصلات خارجية
- صفحة البلدية على موقع المعهد الوطني للإحصاء والدراسات الاقتصادية (بالفرنسية)